# Engy Kheirallah
Engy Kheirallah, née le 5 décembre 1981 à Alexandrie, est une joueuse professionnelle] de squash représentant l'Égypte. Elle atteint en juillet 2010 la onzième place mondiale sur le circuit international, son meilleur classement. Elle est championne du monde par équipes en 2008.

## Carrière
Elle est championne du monde junior par équipes en 1999 avec Omneya Abdel Kawy et Eman El Amir alors qu'elle même atteint les demi-finales de l'épreuve individuelle. En 2002, elle atteint le top 30 mais il faut attendre 2005 pour qu'elle fasse un bond significatif au classement, année où elle remporte trois tournois dont celui d'Alexandrie ville dont elle native avec une victoire sur Omneya Abdel Kawy en demi-finale.
Sa progression continue en 2006, année où elle atteint la finale de l'Open du Texas en battant Natalie Grainger, finaliste du championnat du monde. Cette bonne année la voit arriver dans le top 20.
En juin 2009, elle rencontre la toute jeune championne du monde junior Nour El Sherbini, âgée de 13 ans seulement en finale 
du tournoi WISPA du Caire. Elle l'emporte difficilement 11-8, 11-9, 7-11, 7-11, 11-7 sur celle qui devient la plus jeune joueuse en finale d'un tournoi WISPA.
En 2022, elle est entraîneuse principal de l'équipe nationale égyptienne.
Engy Kheirallah est marié au joueur égyptien de squash Karim Darwish avec qui elle a trois enfants.

## Palmarès

### Titres
- Championnats du monde par équipes : 2008

### Finales
- Hurghada International : 2010
- Heliopolis Open : 2009
- Open du Texas : 2006
- Championnats du monde par équipes : 2006